# Porta Pinciana

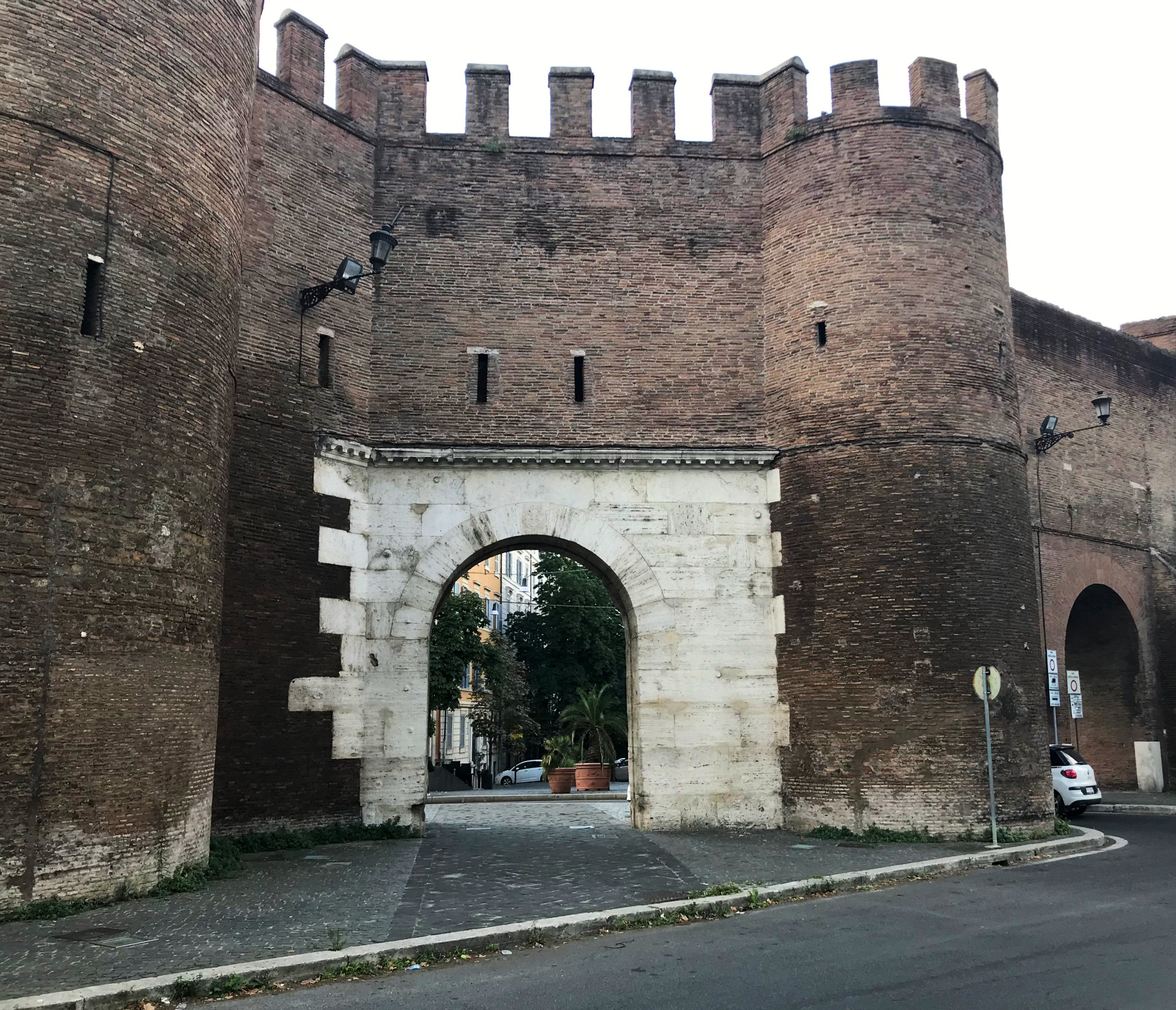
Porta Pinciana

La Porta Pinciana es una de las puertas de la ciudad en las Murallas Aurelianas de Roma.

## Historia
Su nombre deriva de la Gens Pincia propietaria del cerro del mismo nombre. En la antigüedad también tenía el nombre de Porta Turata, por estar amurallada, y Porta Salaria Vetus, porque de aquí surgía la vía Salaria más antigua que, un poco más adelante, se unía el trazado de la vía Salaria Nova. La tradición popular medieval también le asignó el nombre de "Porta Belisaria": según una leyenda, en efecto, el general bizantino Belisario, ya viejo y ciego, mendigaba cerca de la puerta, a cuya derecha todavía era visible. , a principios del siglo XIX, un grafiti que escribe, hoy desaparecido, en caracteres medievales: ”Date obolum Belisario”. La historia es completamente falsa, también porque Belisario murió en la riqueza, y no en Roma sino en Constantinopla. El único elemento que podría justificar el nombre es el hecho de que Belisario quizás tuviera su cuartel general cerca de la puerta.
Fue construida por el emperador Honorius durante la restauración llevada a cabo en 403, ampliando la posterula preexistente de época aureliana y creando las dos torres laterales. con base semicircular. El miedo a las invasiones bárbaras fue tal que Honorio levantó todas las murallas de la ciudad y reforzó las torres y puertas; aquellos sin torres defensivas, como la Pinciana, la Asinaria y la Metronia, fueron equipadas con ellas y se establecieron almenas y puestos de guardia. La Porta Pinciana pasó así de una función de paso de tercer orden a una posición de extrema importancia estratégica, situada en lo alto de la colina: su único arco de ladrillo, situado a medio camino entre dos de los numerosos contrafuertes Se ampliaron y reforzaron los cuadrados que sobresalían de las murallas, y se añadieron las dos torres cilíndricas laterales, extrañamente asimétricas. El arco original, de travertino, aún existe.
La Porta Pinciana está estrechamente ligada, desde el punto de vista histórico, al nombre de Belisario. En el tramo de murallas que va desde el Muro de Torto hasta el Pretorio de Castro, de hecho, en la primavera del 537, el general bizantino luchó victoriosamente, con algunos miles de hombres, contra Vitiges, a la cabeza de 150.000 godos (pero la cifra parece decididamente excesiva) repeliendo el intento de asalto a la ciudad. La presencia de la cruz griega grabada en el lado exterior del arco de la puerta tal vez haga referencia a este episodio.
Un testimonio del siglo VIII lo reporta tapiado, pero no se sabe cuándo ni por qué fue cerrado, ni cuándo fue reabierto. Fue tapiada una vez más en 1808 y reabierta en 1887. A pesar de su indudable importancia militar, aunque se limite únicamente al episodio de Vitiges, la Porta Pinciana nunca tuvo mucha importancia desde el punto de vista del tráfico urbano, que fue absorbido casi por completo por la cercana Porta Salaria

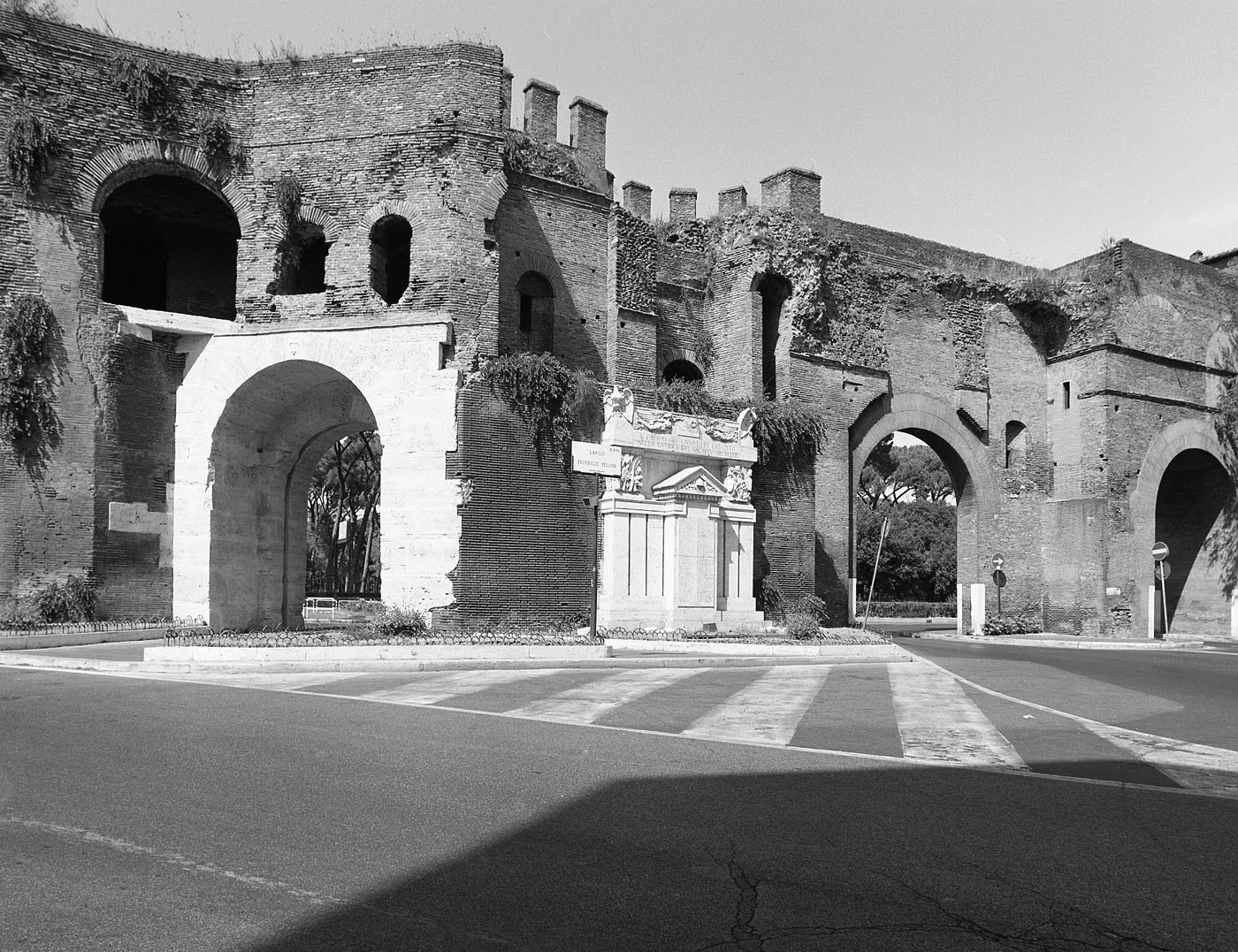
Porta Pinciana (2011)

Ya desde el siglo V y al menos hasta el  En un documento de 1467 hay un aviso que especifica el método de subasta de puertas de la ciudad por un período de un año. Al precio de 79 florines corrientes y 10 bolognini, un tal conde de Stefano Maccaroni ganó, en 1474, con un solo lote, la Porta Pinciana y la Salaria: era un precio bastante alto, por lo que el tráfico urbano por esos pasajes también debía haber sido alto, para asegurar un beneficio razonable al comprador. Ganancias que estaban reguladas por tablas precisas respecto al arancel de cada tipo de bienes, pero que estuvo sobradamente redondeado por abusos de diversa índole, a juzgar por la cantidad de “gritos”, edictos y amenazas que se emitieron.
Los dos arcos laterales que existen hoy fueron construidos en la época moderna. pero la Pinciana es una de las pocas puertas de Roma cuyas restauraciones no han influido mucho en el aspecto original y, por tanto, se ha mantenido prácticamente igual que en un principio.